# Brookfield Brasil
Brookfield Brasil é uma empresa brasileira de gestão de ativos alternativos, subsidiária da canadense Brookfield Asset Management, com um portfólio de mais de R$ 190 bilhões sob gestão no Brasil.

## História
As operações da Brookfield começaram no Brasil em 1899 quando um grupo de investidores canadenses liderados por William Mackenzie e Frederick Stark Pearson se uniu a investidores brasileiros para fundar a São Paulo Tramway, Light and Power Company, com o objetivo de desenvolver sistemas de iluminação pública e de transporte coletivo movidos a energia elétrica (bondes elétricos). No mesmo ano, foi iniciada a construção da Usina Hidrelétrica de Parnaíba. Inaugurada em 1901, ela foi a primeira hidrelétrica a abastecer a cidade de São Paulo.
Em 1904, o grupo expandiu suas atividades para o Rio de Janeiro, com a criação da Rio de Janeiro Tramway, Light and Power Company. Nos anos seguintes, investiu também em sistemas de distribuição de gás, criando em 1912 a San Paulo Gás Co. Ltd. (atual Comgás), e em sistemas de telefonia, criando em 1916 a Rio de Janeiro and São Paulo Telephone Company, que em 1923 passa a se chamar Companhia Telefônica Brasileira (CTB). 
Em 1925, já sob a denominação de Brazilian Traction Light and Power Company, figurava como a maior empresa de serviços de utilidade pública da América Latina. Em 1956, a Brazilian Traction Light and Power Company muda de nome para Brascan, e em 2009, passa a adotar o nome Brookfield Brasil.[carece de fontes?]
Entre as décadas de 60 e 80, muitas dessas operações e concessões que deram origem aos negócios da Brookfield ou expiraram ou foram vendidas. Nunca, porém, a empresa deixou de investir no Brasil, migrando do setor de serviços de utilidade pública para investimentos em empresas de diversos segmentos econômicos. 

## Áreas de atuação e Investimentos
Os investimentos da empresa no Brasil abrangem ativos em quatro principais segmentos de atuação: Infraestrutura, Energia renovável & Transição, Private Equity e Real Estate. As operações do grupo estão presentes em 24 estados brasileiros e geram mais de 20 mil empregos.
No segmento de infraestrutura, detém participações acionárias na concessionária de rodovias Arteris, e na VLI, uma empresa de soluções integradas de logística que engloba ferrovias, portos e terminais intermodais além de investimentos em linhas de transmissão de energia operados pela empresa Quantum, e em transporte de gás por meio da Nova Transportadora Sudeste (NTS). No primeiro semestre de 2019, em parceria com a americana Digital Realty, a Brookfield finalizou a compra da Ascenty, empresa de infraestrutura de data centers com foco na América Latina.
No segmento de investimentos imobiliários, possui um portfólio de edifícios de escritórios comerciais de alto padrão em São Paulo e Rio de Janeiro, além de investimentos em shopping centers e parques logísticos. Em 2021, a empresa fez seus primeiros investimentos no setor de residenciais multifamily no Brasil, após acordo para a aquisição de cerca de cinco mil unidades residenciais do portfólio da Luggo, startup de locação de imóveis da MRV.
Seu portfólio de energia renovável inclui usinas hidrelétricas, parques eólicos, solares e usinas de cogeração a partir de biomassa. Entre 2021 e 2022, a empresa vendeu seus investimentos em ativos florestais e de agropecuária, setor em que atuou por mais de três décadas.
E, por meio de sua divisão de private equity, detém uma das maiores empresas de incorporação imobiliária, a Tegra Incorporadora, e uma das maiores empresas privadas de saneamento do Brasil, a BRK Ambiental. Em agosto de 2021, concluiu a aquisição de 100% da Aldo Solar, maior distribuidora de soluções para a geração de energia solar distribuída do país, com foco nos segmentos residencial e de pequenas e médias empresas (PMEs). Em outubro de 2022, a Brookfield concluiu a aquisição de ativos da Unidas abrangendo cerca de 49 mil veículos, mais de 200 lojas de rent-a-car e de seminovos, a marca Unidas e todas as submarcas. A transação culminou na combinação dos ativos com a Ouro Verde, que já fazia parte do portfólio de Private Equity da empresa, sob a marca Unidas.
A Brookfield Brasil é uma subsidiária integral da Brookfield Asset Management, uma das maiores gestoras globais de ativos alternativos, com aproximadamente US$ 1 trilhão em ativos sob gestão e presença em mais de 30 países. Seus negócios incluem um dos maiores portfólios de imóveis comerciais do mundo operações em infraestrutura que englobam serviços públicos, transportes, transmissão e distribuição de energia, infraestrutura de comunicações; investimentos em energia renovável e transição, incluindo usinas hidrelétricas parques de energia eólica, solar e cogeração a partir de biomassa; além de investimentos em companhias de diferentes segmentos industriais e de serviços, por meio da divisão de Private Equity.

### Investimentos

#### Imóveis
A Brookfield detém no Brasil um portfólio de investimentos imobiliários com cerca de 2 milhões de metros quadrados de área locável em operação e em desenvolvimento nos segmentos de edifícios corporativos, parques logísticos, residenciais multifamily e shopping centers.

#### Energia
Em Energia Renovável, a empresa tem em seu portfólio no Brasil 93 ativos de geração de energia renovável, incluindo usinas hidrelétricas, parques eólicos, parques solares e quatro usinas de geração a partir de biomassa. Por meio da Elera Renováveis, administra 3,3 GW de capacidade em operação e tem cerca de 2,4 GW no pipeline de desenvolvimento.
Em dezembro de 2023, a Brookfield anunciou seu primeiro investimento no setor de geração distribuída no Brasil, com a aquisição do controle da IVI Energia.

#### Infraestrutura
Na área de Infraestrutura a Brookfield detém um portfólio de R$ 74 bilhões em ativos sob gestão. O grupo tem presença consolidada nos segmentos de concessões rodoviárias, por meio da concessionária Arteris, da qual é co-controladora ao lado do grupo espanhol Abertis Infraestructuras S.A.. 
Em portos, ferrovias e terminais intermodais, detém participação acionária de 36,5% na empresa de logística integrada VLI, na qual tem como sócios a Vale, a Mitsui e o FI-FGTS. 
Em 2017, o grupo ingressou no segmento de transporte de gás por meio da aquisição de 90% da Nova Transportadora do Sudeste (NTS), empresa que era controlada pela Petrobrás, por US$ 5,1 bilhões. Em 2021, a Brookfield adquiriu os 10% restantes da participação na empresa. A NTS detém uma rede de mais de 2.000 km de gasodutos pelos quais é feito o transporte de gás aos estados de São Paulo, Rio de Janeiro e Minas Gerais. 
Em 2019, completou a aquisição de 49% da Ascenty.A Ascenty é a maior empresa de data centers da América Latina, com um ecossistema de conectividade que abrange 34 data centers e mais de 5.000 km de fibra óptica.
A Quantum tem atuação no setor de transmissão de energia elétrica, com concessões com operação de 2.009 km de linhas e 18 subestações de energia.

#### Private equity
No segmento de private equity a Brookfield detém no Brasil R$ 26 bilhões em ativos sob gestão. A divisão atua no segmento imobiliário residencial por meio da Tegra Incorporadora, nova denominação adotada em 2017 pela Brookfield Incorporações. Em 2017, ingressou no segmento de saneamento básico, com a conclusão do processo de aquisição de uma participação acionária de 70% detida pelo Grupo Odebrecht (atual Novonor) na Odebrecht Ambiental, por cerca de US$ 1 bilhão. Sob a gestão da Brookfield desde abril de 2017, a Odebrecht Ambiental passou a se chamar BRK Ambiental. Em 2019, passou a atuar no setor de aluguel de equipamentos leves e pesados, por meio da Ouro Verde. Em agosto de 2021, a Brookfield adquiriu 100% da Aldo Solar maior distribuidora de soluções para a geração de energia solar distribuída do país, com foco nos segmentos residencial e de pequenas e médias empresas (PMEs).
Em outubro de 2022, concluiu a aquisição de ativos da Unidas abrangendo cerca de 49 mil veículos, a marca Unidas e todas as submarcas. A transação culminou na combinação dos ativos com a Ouro Verde, que já fazia parte do portfólio, sob a marca Unidas.
Entre 2021 e 2022, a Brookfield concluiu a venda de seu portfólio de investimentos em Recursos Sustentáveis, onde nos setores florestal e agropecuário em parceria com investidores nacionais.

## Controvérsias

### Papel na enchente da cidade de São Paulo em 1929

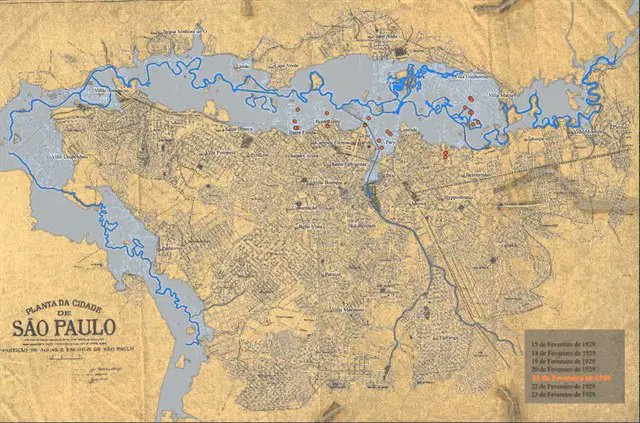
Mapa da enchente de 1929 da cidade de São Paulo

Em 1927, a São Paulo Tramway, Light and Power Company ganhou um contrato de concessão para realizar uma obra para transferir o excedente de vazão do Rio Tietê para abastecer a Usina Henry Borden em Cubatão, que incluía a reversão do fluxo do Rio Pinheiros, sendo concedido a ela o direito de desapropriar todas as áreas alagadiças no entorno dos rios Pinheiros e Tietê para uso próprio e realização de obras de infraestrutura. 
Em fevereiro de 1929, houve uma precipitação acima da média que se transformou no maior alagamento da história da cidade de São Paulo devido a duas operações da empresa, que abriu as comportas da Represa de Guarapiranga e da Represa Billings e fechou as comportas da represa de Santana de Parnaíba, efetivamente represando a água das chuvas no Rio Tietê na altura da cidade de São Paulo. O resultado foi a elevação em cerca de 3,45 metros do nível dos rios e alagamento das regiões mais baixas da cidade cuja área atingida foi de cerca de 1/3 da região metropolitana, resultando em 38 mortes. 
Com o escoamento da água, a Light identificou as regiões afetadas pelo alagamento com a confecção de placas de bronze e utilizou o direito concedido pela concessão para desapropriar estas áreas afetadas, desapropriando 20.779.443 metros quadrados dos quais 4.015.360 foram usados em obras de retificação do curso dos rios, linhas de transmissão, estradas de ferros e avenidas. Segundo a legislação na época, a Light deveria oferecer em hasta pública os terrenos desapropriados dando prioridade os antigos proprietários, porém a empresa se antecipou e fechou contratos com muitos destes proprietários com a vedação do seu direito a recompra, resultando em apenas 10% do total da área desapropriada retornando aos seus antigos proprietários.

O portfólio de terrenos na cidade de São Paulo viria a pautar a mudança de foco da empresa algumas décadas depois.